# Quartier Saint-Gaudérique
Le quartier Saint-Gaudérique est un ancien village de la commune de Perpignan, dans la région de l'Occitanie, au nord de la Catalogne. À l'heure actuelle, il donne un nom à tout un quartier.
Il est situé près du parc Sant-Vincens, du côté ouest de Sant-Vincens et de Mas Guérido, au nord-est du Moulin-à-Vent et au sud-ouest des Coves.